# Говард Девіс (боксер)
Го́вард Де́віс (англ. Howard Davis; 14 лютого 1956 — 30 грудня 2015) — американський професійний боксер. Олімпійський чемпіон (1976) та чемпіон світу з боксу (1974) серед аматорів. Володар Кубка Вела Баркера (1976).

## Біографія
Народився 14 лютого 1956 року в місті Ґлен-Коув, округ Нассау, штат Нью-Йорк. Його батько, колишній професійний боксер, став першим тренером.
Говард Девіс чотири рази вигравав турнір «Золоті рукавички», двічі ставав чемпіоном США та двічі — чемпіоном Нью-Йорку серед юнаків.
У 1974 році на першому чемпіонаті світу з боксу в Гавані став чемпіоном світу у напівлегкій вазі (до 57 кг).
- У 1/16 фіналу переміг Роберто Андіно (Пуерто-Рико) — 5-0
- У 1/8 фіналу переміг Румена Пешева (Болгарія) — 5-0
- У чвертьфіналі переміг Едді Ндукву (Нігерія) — 5-0
- У півфіналі переміг Маріано Альвареса (Куба) — 3-2
- У фіналі переміг Бориса Кузнецова (СРСР) — 3-2

Наприкінці 1975 року перейшов у легку (до 60 кг) вагу. На Олімпійських іграх 1976 року в Монреалі, перемігши у фіналі румуна Сіміона Куцова, став Олімпійським чемпіоном. Також отримав Кубок Вела Баркера, як найкращий боксер турніру.
- У 1/16 фіналу переміг Юкіо Сегаву (Японія) — 5-0
- У 1/8 фіналу переміг Леонідаса Аспріллу (Колумбія) — KO 2
- У чвертьфіналі переміг Цвєтана Цвєткова (Болгарія) — RSC-3
- У півфіналі переміг Аце Русевського (СФРЮ) — 5-0
- У фіналі переміг Сіміона Куцова (Румунія) — 5-0

На любительському ринзі одержав 120 перемог, з них 55 — нокаутом. У 5 боях програв.

## Професіональна кар'єра
На професійному ринзі провів 43 боя, у 36 одержав перемогу, в 6 — програв.
7 червня 1980 року зустрівся в бою з чемпіоном світу за версією WBC у легкій вазі Джимом Воттом (Шотландія) і програв одностайним рішенням суддів.
23 червня 1984 року зустрівся в бою з чемпіоном світу за версією WBC у легкій вазі Едвіном Росаріо (Пуерто-Рико) і програв розділеним рішенням.
31 липня 1988 року зустрівся в бою з чемпіоном світу за версією IBF у першій напівсередній вазі Бадді Макгіртом (США) і програв нокаутом в першому раунді.

## Спортивні досягнення
- Чемпіон Олімпійських ігор (1976);
- Чемпіон світу з боксу (1974);
- Чотириразовий переможець турниру «Золоті рукавички»;
- Найкращий боксер року (1976).
- Кубок Вела Баркера (1976).